# Hệ động vật Úc
Hệ động vật ở Úc là các quần thể động vật bản địa hay du nhập tại lục địa Úc hợp thành hệ động vật tại đây. Úc là nơi có hệ động vật rất phong phú và đa dạng, sự cách biệt về địa lý tự nhiên cũng như xã hội làm hệ sinh thái khu vực này phát triển theo khuynh hướng riêng biệt. Ở lục địa này có hơn 378 loài động vật có vú, 828 loài chim, 4500 loài cá, 700 loài thằn lằn, 140 loài rắn, 2 loài cá sấu và khoảng hơn 50 loài động vật có vú biển. Trong đó hơn 83% các loài động vật, động vật có vú, bò sát và ếch là đặc trưng của Úc mà không nơi nào có. Một số động vật được biết đến nhiều như chuột túi kangaroo, thú có túi gấu koala, thú lông nhím, chó hoang dingo, thú mỏ vịt, chuột túi Wallaby...

## Tổng quan
Mặc dù hầu hết lãnh thổ là bán khô hạn hoặc hoang mạc, song Úc sở hữu các môi trường sống đa dạng từ những bãi hoang núi cao đến rừng mưa nhiệt đới và được công nhận là một quốc gia đa dạng sinh học siêu cấp. Do là lục địa có tuổi lâu năm, các hình thái thời tiết thay đổi cực độ, và cô lập lâu dài về địa lý, phần lớn quần thể sinh vật của Úc có sự khác biệt và đa dạng. Xấp xỉ 84% loài thú, trên 45% loài chim, và 89% loài cá ven bờ và vùng ôn đới là loài đặc hữu. Úc là quốc gia có số loài bò sát lớn nhất thế giới, với 755 loài.
Trong số các động vật nổi tiếng của Úc có các loài đơn huyệt (như thú mỏ vịt và thú lông nhím); các loài thú có túi bao gồm kangaroo, koala, và Vombatidae (gấu túi), và các loài chim như đà điểu Emu và chim bói cá kookaburra. Úc là nơi có nhiều loại động vật nguy hiểm, bao gồm một số loài rắn độc nhất trên thế giới. Người Nam Đảo đưa chó Dingo đến Úc- giống người này trao đổi mậu dịch với thổ dân Úc- khoảng năm 3000 TCN. Nhiều loài động thực vật bị tuyệt chủng ngay sau khi những người đầu tiên đến định cư, bao gồm quần thể động vật cỡ lớn Úc (Australian megafauna); nhiều loài khác biến mất sau khi người châu Âu đến định cư, trong số đó có Thylacinus cynocephalus (sói túi).

## Chim
Hơn 800 loài chim được liệt kê ở Úc, thì có khoảng 50% số loài là không có ở các nơi khác. Chúng bao gồm các loài hút mật từ nhỏ đến lớn, đà điểu không biết bay, đứng cao gần hai mét, đà điểu trong tự nhiên là trên các đồng cỏ, các khu rừng khô sclerophyll và trên các thảo nguyên. Rất nhiều loài chim nước, chim biển và các loài chim cư ngụ trong các khu rừng và các khu rừng sinh thái mở. Ví dụ như đà điểu đầu mào, thiên nga đen, chim cánh cụt, bói cá, thiên cầm (chim trời) và các loài chim tước currawong. Ngoài ra còn chim cánh cụt trên Đảo Kangaroo ở miền Nam Australia và Đảo Philip ở bang Victoria.
Có thể nhìn thấy thiên cầm Albert ở Công Viên Quốc gia Mt Warning và rừng mưa Gondwana quanh vùng nội địa Golden Coast. Quan sát loài thiên cầm phổ biến hơn ở Dãy Dandenong, Công Viên Quốc gia Kinglake quanh Melbourne, Công Viên Quốc gia Royal và vùng Illawarra ở phía nam Sydney, ngoài ra còn ở bang Victoria và một số các công viên quốc gia dọc theo bờ biển phía đông nước Úc.
Chim bói cá, được biết đến nhiều nhất với tiếng kêu giống như tiếng cười ngặt nghẻo của con người, thường thấy nhất vào lúc hoàng hôn và bình minh. Có 55 loài vẹt ở Úc, chúng có màu sắc sặc sỡ, bao gồm một loạt các loài chim đẹp lộng lẫy thuộc cùng họ như vẹt có mào, vẹt có cựa, vẹt lorikeet, vẹt xám, vẹt đuôi dài và yến phụng.

## Bò sát
Úc có 20 trong tổng số 25 loài rắn độc nhất thế giới. Loài rắn độc nhất thế giới là rắn taipan nội địa là loài bản địa của Úc.
Lục địa Úc cũng có rất nhiều loài thằn lằn, ‘rồng’ và con nhông (thằn lằn chúa), bao gồm loài kỳ thú như Thằn Lằn Da Xếp và Rồng Có Râu. Công viên quốc gia Kimberley có 178 loài bò sát với loài đáng chú ý hơn cả là Thằn Lằn Cổ Xếp và Thằn Lằn ‘ta ta’ ở khắp mọi nơi, thằn lằn gai sống trong môi trường sống sa mạc. Nhiều các loài bò sát bao gồm rồng có râu, thằn lằn lưỡi xanh ở Cao Nguyên Australia và Dải Flinders ở miền Nam Úc.

## Động vật biển
Môi trường biển của nước Úc là nơi sinh sống của khoảng 4000 trong tổng số 22.000 loài cá, cũng như 30 trong số 58 loại tảo biển trên thế giới. Nơi đây cũng có hệ san hô rộng lớn nhất trên thế giới, rặng san hô Great Barrier Reef nằm trong danh sách di sản thế giới, ở đó có rất nhiều loài cá nhiều màu sắc, bao gồm cả loài cá hề và có khoảng 1700 loại san hô khác nhau.
Các loài sinh vật biển lớn hơn có thế kể đến là loài cá mập trắng, cá voi lưng gù, cá voi orca, bò biển, rất nhiều loài cá heo và một số loài cá mập. Cá heo sống dọc các bãi biển ở bờ đông và bờ tây từ Tháng Năm đến Tháng Mười Một. Rặng san hô Ningaloo ở miền Tây Úc là một trong những nơi sống của cá voi. Đảo Kangaroo là nơi hải cẩu Úc sống trong tự nhiên.

## Thú

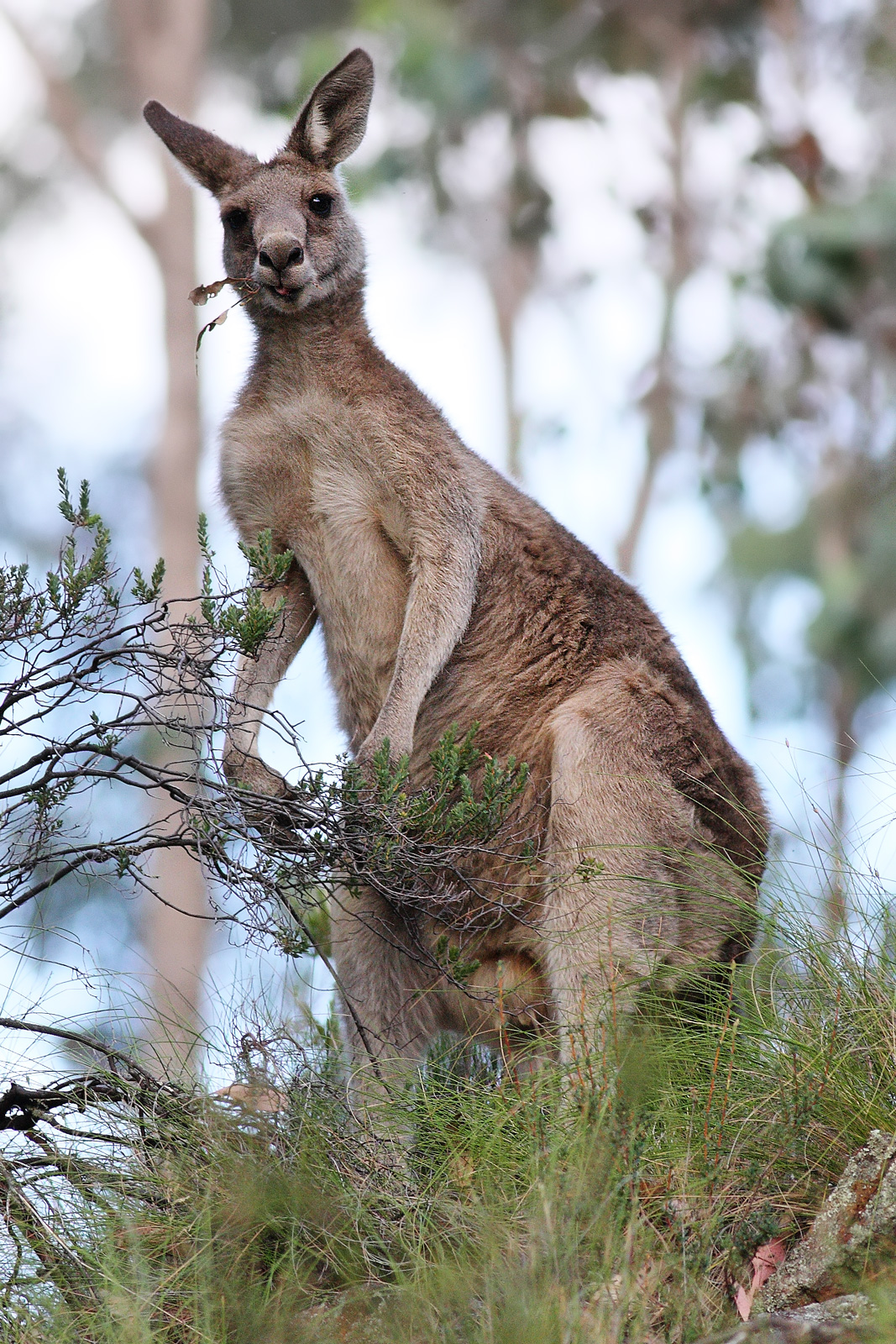
Một con chuột túi

Nước Úc không có những loài động vật ăn thịt to lớn, chó dingo, hay chó hoang, là loài động vật ăn thịt lớn nhất ở đây, đặc biệt là Quỷ Tasmania. Những loài động vật ăn thịt khác gồm có thú ăn kiến có túi, chồn đốm, nhưng không có loài nào trong số này lớn hơn kích thước trung bình của một con mèo nuôi. Người ta có thể thấy chó hoang dingo khắp nước Úc, trừ vùng Tasmania. Nơi có thể thấy chúng nhiều nhất là Đảo Fraser ở Queensland, Kimberly ở Tây Úc và trên các sa mạc của Vùng Tự Trị Miền Bắc và Nam Úc.
Thú ăn kiến có túi có ở miền Tây Úc. Thú Tasmanian trong tự nhiên ở vùng Tasmania. Rất khó để quan sát loài chồn đốm đang có nguy cơ tuyệt chủng trong tự nhiên, nhưng chúng sinh sống trong những khu rừng ẩm ướt ở vùng đông nam nước Úc và khu vực Tasmania, và một khu vực nhỏ ở miền bắc Queensland. Ngoài ra còn chuột túi Bilby, một thành viên của gia đình chuột túi ở Tây Úc.
Nước Úc có hơn 140 loài thú có túi, như kangaroo, wallaby, koala, và wombat, với hơn 55 loài kangaroo và wallaby bản địa khác nhau. Kangaroo và wallaby có kích thước và trọng lượng rất khác nhau, dao động từ nửa kilôgram đến 90 kilôgram. Sự khác biệt chính giữa chúng là kích thước — wallaby thường nhỏ hơn. Ước tính số kangaroo của Úc nằm trong khoảng từ 30 đến 60 triệu con.
Có thể dễ dàng thấy kangaroo trong tự nhiên ở hầu hết các vùng nông thôn nước Úc. Ở Victoria, Wallaby có mặt ở khắp nơi trên đất nước Úc, đặc biệt là ở những vùng hẻo lánh, vùng núi đá và vùng có địa hình gồ ghề. Thú có túi koala không phải là một con gấu, sống ở dọc theo bờ biển phía đông. Wombat là loài động vật đào hang to khỏe, có cân nặng lên đến 36 kilôgram. Cũng rất khó thấy chúng trong tự nhiên.
Một nhóm động vật khác chỉ có ở Úc là động vật đơn huyệt, hay còn gọi là các loài động vật có vú đẻ trứng. Loài đặc biệt nhất là loài thú mỏ vịt, một loài động vật sống ở dưới sông với cái mỏ giống như mỏ vịt, lông không thấm nước và bàn chân có màng. Thủ mỏ vịt thường sống trong những hang đào ở bờ sông. Chúng rất nhút nhát và rất khó nhìn thấy chúng, chúng ở các bờ biển phía đông trong các dòng suối nhỏ và các con sông tĩnh lặng. thú lông nhím, hay loài ăn kiến, là một loài đơn huyệt khác, có lưỡi dài và dính và bộ lông đầy gai giống như con nhím